# 코이에

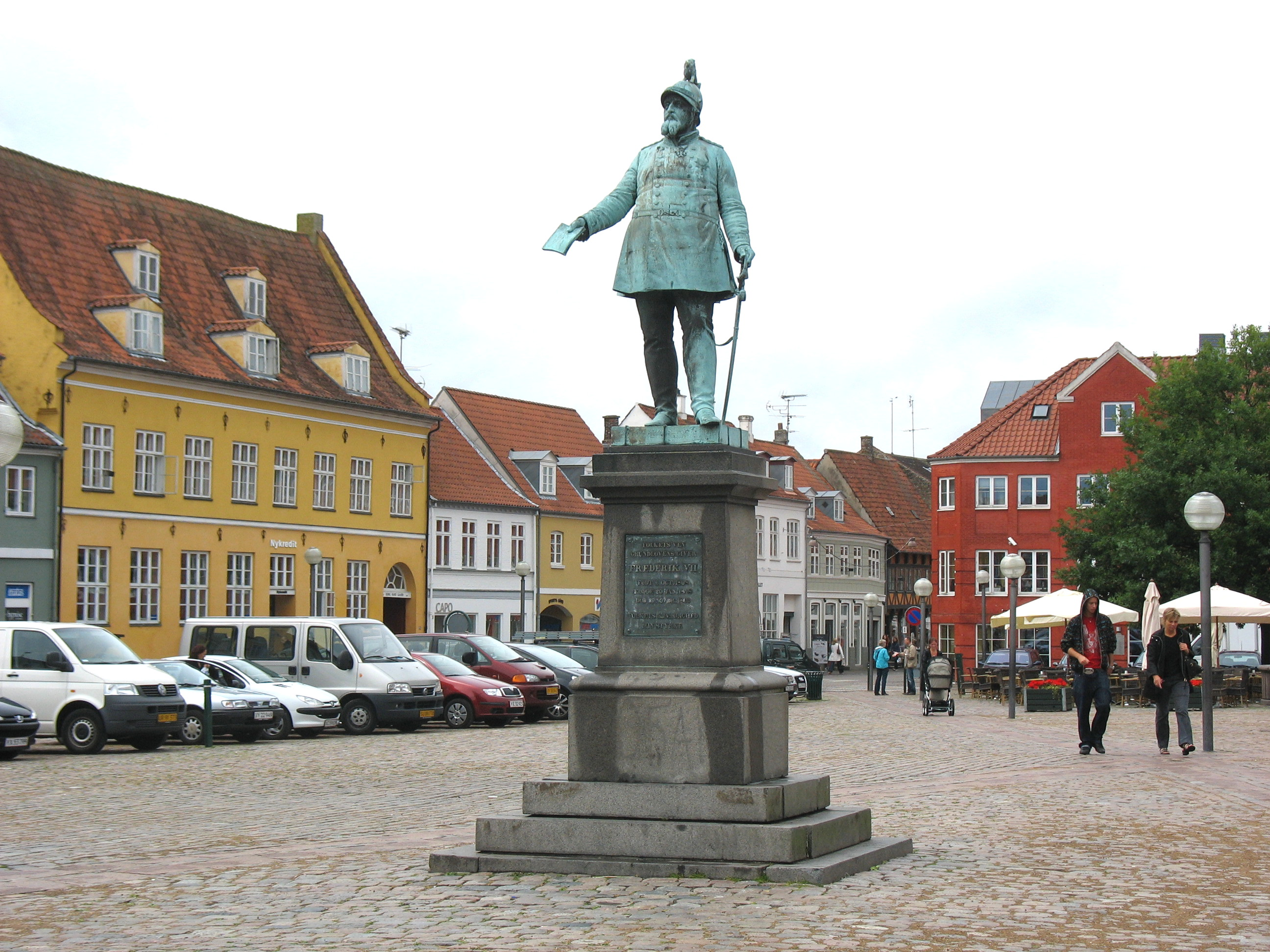
코이에에 있는 프레데리크 7세 동상

코이에(덴마크어: Køge)는 덴마크 셸란섬에 위치한 도시로, 인구는 35,295명(2012년 1월 1일 기준)이며 행정 구역상으로는 셸란 지역 코이에시에 속한다. 코펜하겐에서 남서쪽으로 39 km 정도 떨어진 곳에 위치하며 코이에부그트만(Køge Bugt) 연안과 접한다.